# Gouvernement el-Sarraj
Pour les articles homonymes, voir GNA.
État de Libye
al-Ghowel Dbeibah
Le gouvernement el-Sarraj, appelé aussi gouvernement d'union nationale (en anglais : GNA, pour Government of National Accord) ou gouvernement  d'entente nationale, est le gouvernement de la Libye entre le 12 mars 2016 et le 15 mars 2021. Il est dirigé par Fayez el-Sarraj.

## Historique

### Formation
Il est formé sous l'égide de l'ONU dans le but de résoudre la deuxième guerre civile libyenne avec Fayez el-Sarraj à sa tête. Le 18 janvier 2016, la composition initiale est annoncée. Le 15 février, la deuxième composition du gouvernement est annoncée.
Le gouvernement formé prend ses fonctions le 12 mars 2016 à Tunis. L'objectif à moyen terme est à l'époque d'installer le gouvernement à Tripoli. Le 17 mars, le Parlement de Tripoli rejette la déclaration d'entrée en fonction du gouvernement d'union. Le 19 du même mois, c'est au tour de celui de Tobrouk de le rejeter.
Le 30 mars, le gouvernement s'installe à Tripoli. Finalement, la Chambre des représentants décide d'organiser un vote de confiance pour le 18 avril. Le même jour, le gouvernement prend possession de deux ministères. Le 23 avril, 102 parlementaires de Tobrouk sur 198, lui apportent leur confiance. En mai 2016, le gouvernement prend le contrôle des ministères de l'Éducation, de l'Intérieur, de la Santé et des Affaires étrangères. Le premier conseil des ministres a eu lieu le 23 juin.

### Évolution
Le 1er juillet, quatre ministres sont démis de leurs fonctions. Il s'agit des ministres de l'Économie, des Finances, de la Justice et de la Réconciliation nationale.
Le 12 juillet, le gouvernement s'installe dans des locaux officiels situés dans le centre de la capitale.
Le 22 août, le Parlement de Tobrouk, réuni avec 101 membres sur 198, réclamant le maintien de Khalifa Haftar en tant que commandant en chef de l'Armée nationale libyenne, rejette par 1 voix pour, 39 abstentions et 61 contre, la confiance au gouvernement d'union et charge el-Sarraj de former un nouveau gouvernement. Les députés progouvernementaux, arguant de ne pas avoir été prévenus du déroulement du vote, contestent la légitimité du vote.
Le 7 octobre 2018, le gouvernement est remanié.

### Succession
Il cesse ses fonctions le 15 mars 2021 et est remplacé par le gouvernement Dbeibeh.

## Composition

### Annoncée le 18 janvier 2016
| Portefeuille                                        | Ministre                        |
| --------------------------------------------------- | ------------------------------- |
| Premier ministre                                    | Fayez el-Sarraj                 |
| Ministre de la Défense                              | Mahdi Ibrahim Al-Bergathi       |
| Ministre de la Justice                              | Abelsalam Mohamed Al-Jlidi      |
| Ministre de l'Intérieur                             | al-Aref Saleh Al-Khoja          |
| Ministre des Affaires étrangères                    | Marwan Ali Abou Serouel         |
| Ministre des Finances                               | Taher Mohamed Charkes           |
| Ministre du Gouvernement local                      | Baddad Guensou Massoud          |
| Ministre de la Santé                                | Mohamed Souleiman Bouzgeia      |
| Ministre de l'Éducation                             | Kheir Milad Aboubakar           |
| Ministre de l'Enseignement supérieur                | Mahmoud Juma Oujla              |
| Ministre de l'Économie                              | Abdelmatloub Ahmed Boufroura    |
| Ministre de la Planification                        | Khaled Muftah Abdelkader        |
| Ministre de la Coopération internationale           | Mahmoud Faraj Al-Mahjoub        |
| Ministre des Télécommunications                     | Atef Miloud Al-Bahri            |
| Ministre des Transports                             | Hicham Abdallah Abu Al-Chekewat |
| Ministre de l'Industrie                             | Faraj Al-Taher Al-Sanoussi      |
| Ministre du Pétrole                                 | Khalifa Rajab Abdel Sadek       |
| Ministre de l'Électricité                           | Oussama Saad Hamed              |
| Ministre de l'Agriculture                           | Adel Mohamed Sultan             |
| Ministre du Travail                                 | Fadhi Mansour El-Chafei         |
| Ministre de la Formation professionnelle            | Mokhtar Abdallah Oujla          |
| Ministre des Affaires sociales                      | Ahmed Khalifa Bredan            |
| Ministre des Ressources financières                 | Oussama Mohamed Abdel Hadi      |
| Ministre du Logement et des Services publics        | Ali Kousso Ardi                 |
| Ministre de la Jeunesse et des Sports               | Noureddine Ahmed Triki          |
| Ministre de la Culture                              | Asma Mustapha Ousta             |
| Ministre de l’Aviation et du Transport aérien       | Said M'Hamed Al-Dabib           |
| Ministre de la Réconciliation nationale             | Yousef Aboubaker Jelala         |
| Ministre de l'Information                           | Khalid Abdelhamid Najem         |
| Ministre des Affaires arabes et africaines          | Nasr Mohamed Salem              |
| Ministre délégué aux Affaires parlementaires        | Said Ahmed Al-Merghani          |
| Ministre délégué aux Droits humains et aux Réfugiés | Saleh Al-Ghazal Al-Janab        |
| Ministre des Habous et des Affaires islamiques      | Mohamed Ahmed Al-Waleed         |

### Initiale (12 mars 2016)
| Portefeuille                                      | Ministre                                                                              |
| ------------------------------------------------- | ------------------------------------------------------------------------------------- |
| Premier ministre                                  | Fayez el-Sarraj                                                                       |
| Vice-Premier ministre                             | Ahmed Miitig                                                                          |
| Vice-Premier ministre                             | Moussa al-Koni (jusqu'au 02/01/2017)                                                  |
| Vice-Premier ministre                             | Fathi al-Mijabri                                                                      |
| Ministre des Affaires étrangères                  | Mohamed Taha Siala                                                                    |
| Ministre des Affaires sociales                    | Faïda Mansour el-Chafi                                                                |
| Ministre de la Défense                            | Al-Mahdi Ibrahim al-Barghathi (suspendu : 19/05/2017-29/07/2018)                      |
| Ministre de la Défense                            | Ewhid Najim (intérim)                                                                 |
| Ministre de la Défense                            | Fayez el-Sarraj (à partir du 06/09/2018)                                              |
| Ministre de l'Économie                            | Abdelmotaleb Ahmed Abou Farwa (jusqu'au 01/07/2016)                                   |
| Ministre de l'Éducation                           | Mohamed Khalifa Al-Azzabi                                                             |
| Ministre d'État des Femmes et du Développement    | Amsa Moustafa Ousta                                                                   |
| Ministre d'État des Martyrs, Blessés et Invalides | Mouhannad Saïd Younis                                                                 |
| Ministre d'État des Migrants et des Déplacés      | Youssef Aboubakr Jalalah                                                              |
| Ministre d'État de la Réconciliation nationale    | Abdeljawad Faraja Al-Obaïdi (jusqu'au 01/07/2016)                                     |
| Ministre d'État de la Réforme des institutions    | Imane Mohammed Ben Younes                                                             |
| Ministre des Finances                             | Fakhr Mouftah Boufernah (jusqu'au 01/07/2016) Oussama Hammad (à partir du 13/11/2016) |
| Ministre de l'Intérieur                           | Aref el-Khoja (jusqu'au 02/01/2017)                                                   |
| Ministre de l'Intérieur                           | Abdessalam Achour (à partir du 15/02/2018)                                            |
| Ministre du Gouvernement local                    | Badad Qansou                                                                          |
| Ministre de la Justice                            | Jouma Abdallah Drissi (jusqu'au 01/07/2016)                                           |
| Ministre des Plans                                | Al-Hadi al-Taher al-Jouhaïmi (jusqu'au 01/07/2016)                                    |
| Ministre de la Santé                              | Omar Bachir al-Taher                                                                  |
| Ministre des Transports                           | Milad Mohamed Matouk                                                                  |
| Ministre du Travail                               | Ali Galma Mohamed (jusqu'au 27/07/2017)                                               |

### Remaniement du 7 octobre 2018
| Portefeuille                                      | Ministre                  |
| ------------------------------------------------- | ------------------------- |
| Premier ministre Ministre de la Défense           | Fayez el-Sarraj           |
| Vice-Premier ministre                             | Ahmed Miitig              |
| Vice-Premier ministre                             | Fathi al-Mijabri          |
| Ministre des Affaires étrangères                  | Mohamed Taha Siala        |
| Ministre des Affaires sociales                    | Faïda Mansour el-Chafi    |
| Ministre de l'Économie                            | Ali al-Essawi             |
| Ministre de l'Éducation                           | Mohamed Khalifa Al-Azzabi |
| Ministre d'État des Femmes et du Développement    | Amsa Moustafa Ousta       |
| Ministre d'État des Martyrs, Blessés et Invalides | Mouhannad Saïd Younis     |
| Ministre d'État des Migrants et des Déplacés      | Youssef Aboubakr Jalalah  |
| Ministre d'État de la Réforme des institutions    | Imane Mohammed Ben Younes |
| Ministre des Finances                             | Faraj Bou Matari          |
| Ministre du Gouvernement local                    | Badad Qansou              |
| Ministre de l'Intérieur                           | Fathi Bachagha            |
| Ministre de la Jeunesse et des Sports             | Bachir al-Gatari          |
| Ministre de la Santé                              | Omar Bachir al-Taher      |
| Ministre des Transports                           | Milad Mohamed Matouk      |

### Remaniement du 20 décembre 2018
| Portefeuille                                      | Ministre                  |
| ------------------------------------------------- | ------------------------- |
| Premier ministre Ministre de la Défense           | Fayez el-Sarraj           |
| Vice-Premier ministre                             | Ahmed Miitig              |
| Vice-Premier ministre                             | Fathi al-Mijabri          |
| Ministre des Affaires étrangères                  | Mohamed Taha Siala        |
| Ministre des Affaires sociales                    | Faïda Mansour el-Chafi    |
| Ministre de l'Économie                            | Ali al-Essawi             |
| Ministre de l'Éducation                           | Mohamed Khalifa Al-Azzabi |
| Ministre d'État des Femmes et du Développement    | Amsa Moustafa Ousta       |
| Ministre d'État des Martyrs, Blessés et Invalides | Mouhannad Saïd Younis     |
| Ministre d'État des Migrants et des Déplacés      | Youssef Aboubakr Jalalah  |
| Ministre d'État de la Réforme des institutions    | Imane Mohammed Ben Younes |
| Ministre des Finances                             | Faraj Bou Matari          |
| Ministre du Gouvernement local                    | Milad Tahir               |
| Ministre de l'Intérieur                           | Fathi Bachagha            |
| Ministre de la Jeunesse et des Sports             | Bachir al-Gatari          |
| Ministre de la Santé                              | Hamid ben Omar            |
| Ministre des Transports                           | Milad Mohamed Matouk      |